# Archipel des Sanguinaires
L’archipel des Sanguinaires (en corse : Ìsuli Sanguinarii) se compose de quatre îlots de porphyre d'un rouge sombre à l'entrée du golfe d'Ajaccio. Ils se nomment Mezu Mare (ou Grande Sanguinaire), des Cormorans (ou Isolotto), Cala d'Alga (30 m) et Porri (31 m de haut). Il faut y ajouter le rocher nu U Sbiru, situé entre l'île de Porri et l'île des Cormorans et haut de 13 m.
Le phare des îles Sanguinaires, succédant à un premier de 1844, date de 1870 ; il est bâti sur le point culminant de la Grande Sanguinaire, à 80 mètres au-dessus du niveau de la mer. Un  sémaphore de 1865, désaffecté, se trouve plus au sud.

## Histoire

### Origines du nom

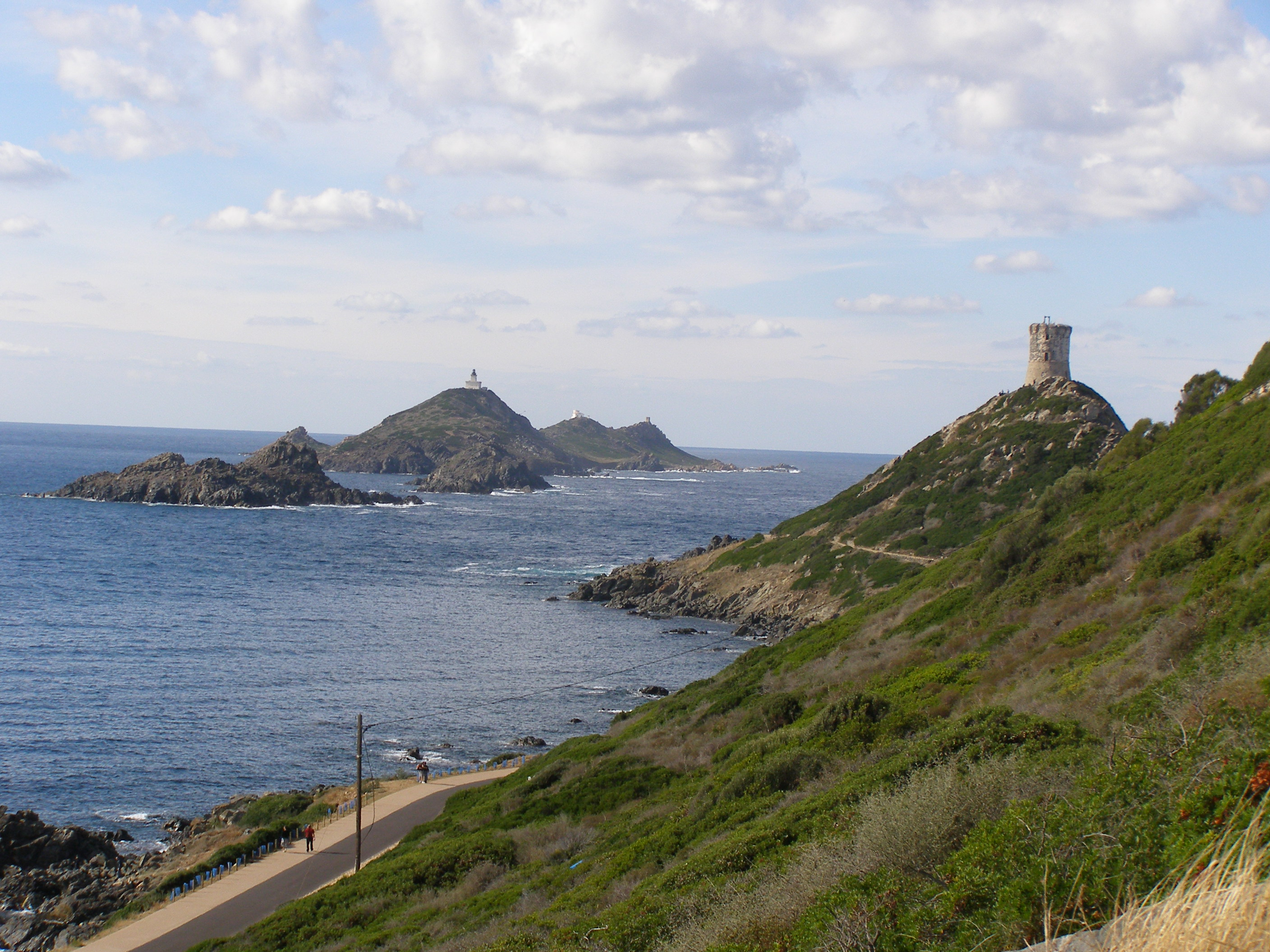
Vue sur la tour génoise de La Parata sur l'archipel des îles Sanguinaires

Le nom « Sanguinaires », donné à ces îlots, a plusieurs origines ; soit dû à la lumière pourpre qui ensanglante les roches, juste avant le coucher du soleil sur la mer, soit à la couleur des frankénies (Frankenia laevis), petites plantes à fleurs roses dont les feuilles virent au rouge vif en automne, ou aux fleurs roses des nivéoles.
D'autres hypothèses font référence au golfe de Sagone. Des cartes géographiques anciennes font mention des îles « Sagonnaires » (isule sagunarie) nommées par l'évêché de Sagone. Plus tard, des établissements de fortune servirent de lazaret pour les pêcheurs de corail surnommés i sanguinari (les gens au sang noir), revenant d'Afrique.
Mais une autre hypothèse semble l'emporter. Sur une carte datée de 1595, l'archipel est nommé « Sagonares insulae », soit « les îles qui annoncent Sagone ».[source insuffisante]
Cependant, sur une carte datée de 1584, réalisée par Abraham Ortelius, le nom est « Sangianare isole ». Ce même nom apparaît sur une autre carte de ce même cartographe, datée de 1573, et sur une carte de 1567 de Leandro Alberti.

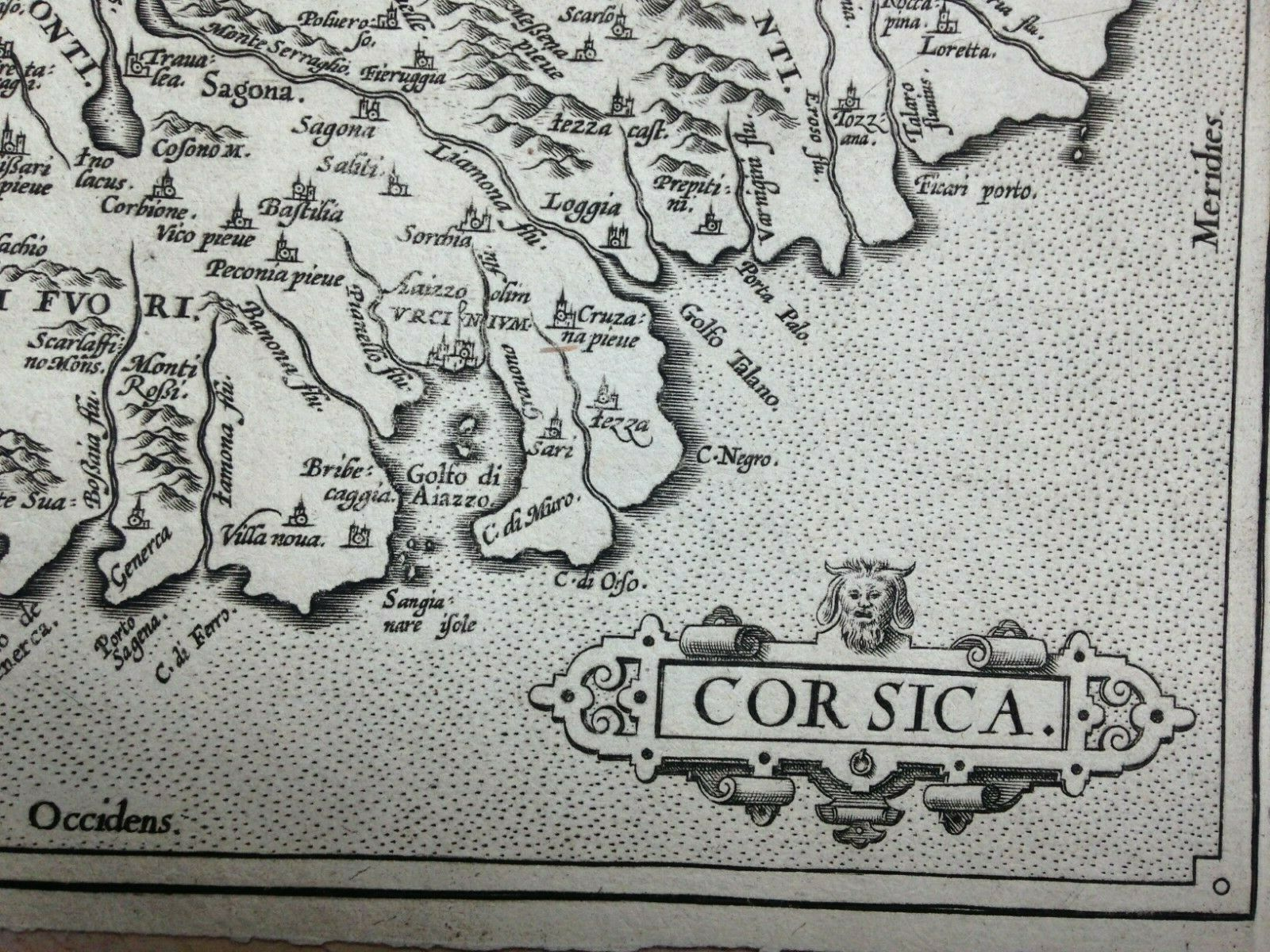
Détail d'une carte de la Corse de 1584, où l'on peut voir le nom "Sangianare isole".

### Un passé riche et chargé de mystères
De nombreux récits de voyageurs, dont l’un des plus célèbres est celui d’Alphonse Daudet dans les Lettres de mon moulin et intitulé Le Phare des Sanguinaires, évoquent des traces de vie dans ces îles farouches.
La tour de la Parata est une tour génoise en ruine située à une altitude de 55 mètres, sur la pointe de la Parata, au nord-est des Îles Sanguinaires. La tour a été construite en 1550-1551 par Giacomo Lombardo ; elle a une hauteur de 12 m et un diamètre de 7,3 m au niveau de la plate-forme du toit, et est composée de deux salles voûtées superposées. Sur les archives génoises, la tour est appelée la Sanguinera di Terra. Elle est restée la propriété du ministère de la Guerre jusqu'en 1838, année où la presqu'île a été cédée à la commune d'Ajaccio.
Une tour similaire, construite en 1590, se trouvait autrefois sur le point culminant de l'île de la Grande Sanguinaire et s'appelait la Sanguinera di Fuori ou la Sanguinera di Mare. La tour de Grande Sanguinaire a été démolie au XIXe siècle pour permettre la construction du phare en 1840-1844. Une deuxième tour, carrée et plus petite, située à l'extrémité sud-ouest de l'île de la Grande Sanguinaire, a été construite dans un but défensif, dans la seconde moitié du XVIIIe siècle (plan terrier de 1770). Elle s'appelait la torretta piccola et aujourd'hui, on la nomme  la torra di Castelluchju. 
En 1806, Mezu mare devient un poste sanitaire avec la construction d’un lazaret, destiné à la mise en quarantaine des pêcheurs de corail revenant d'Afrique ; le lazaret sera transféré sur la terre ferme en 1847. Le soubassement pentagonal du bâtiment subsiste, entre le sémaphore et le phare.
Le sémaphore, implanté sur le piton central, est mis en service en 1865 et désaffecté en 1955.
Le phare actuel, datant de 1870, a été automatisé en 1985, année où le dernier des résidents a quitté l’île.

## Géographie
L'archipel des Sanguinaires se compose à vue, après la presqu'île de la Pointe de la Parata, des îlots Isola di Porri ou I Porri (l'îlot des poireaux), d'un gros rocher U Sbiru, de l'Isoloto, l'Oga ou encore l'Isulu di l'Oca (l'îlot des cormorans), de l'Isola Cala d'Alga et enfin au bout signalant l'entrée du golfe d'Ajaccio, le grand îlot principal Mezu Mare ou Grande Sanguinaire.

## Menaces et sauvegarde du patrimoine
En 1959, les îles furent vendues à une société immobilière qui envisageait de lotir les îlots et d'installer un téléphérique de la Pointe de la Parata à la Grande Sanguinaire. Le projet ne se réalisa pas, et le conseil départemental de la Corse-du-Sud a ensuite acquis l'intégralité du site[réf. nécessaire].

### Protection du Grand site

Label Grand Site de France

Bénéficiant d'une grande notoriété et soumis à une fréquentation touristique importante grâce à son patrimoine naturel, historique et culturel considérable, l'archipel et la presqu’île se doivent d'être protégés, mis en valeur et accessibles dans un esprit de développement durable. La pointe de la Parata, au sein de l'archipel des Sanguinaires, est intégré en novembre 2008 au Réseau des grands sites de France. Ce label Grand Site de France lui est attribué en mars 2017 pour une durée de 6 ans.

## Patrimoine bâti
Les édifices bâtis sont une partie importante qui fait la renommée du paysage singulier de l'archipel et du Grand Site en général comprenant l'archipel et la presqu’île.

### La tour génoise de la Parata

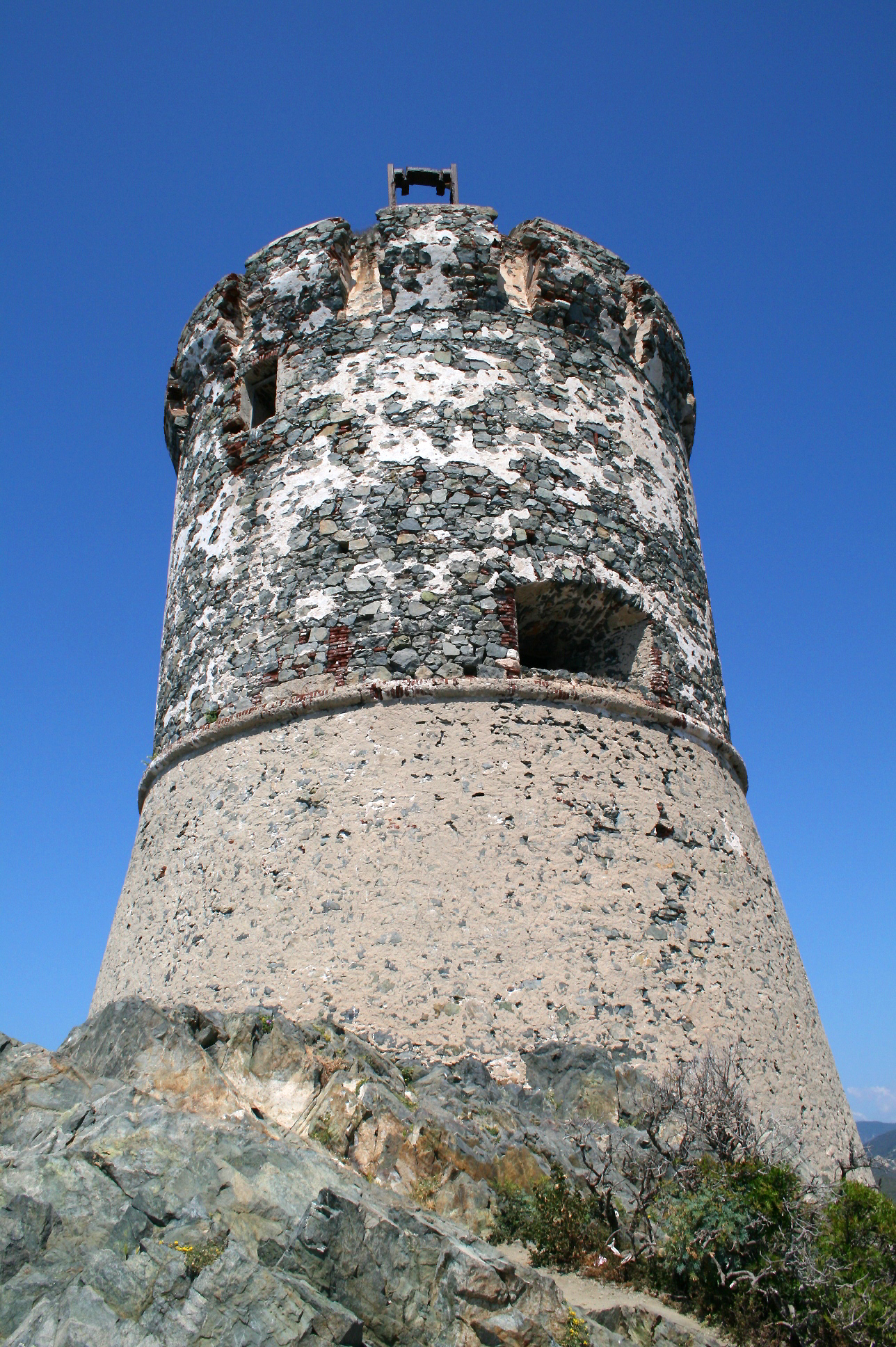
Tour génoise de la Parata

Située sur la presqu'île et accessible à pied, La tour génoise de la Parata est édifiée en 1550 par Giacomo Lombardo, un chef maçon génois. Ce monument endommagé par les intempéries est sélectionné en 2021 par la Mission patrimoine pour la sauvegarde du patrimoine en péril portée par Stéphane Bern et dote sa restauration de 49 000 €.

### Le phare des Sanguinaires

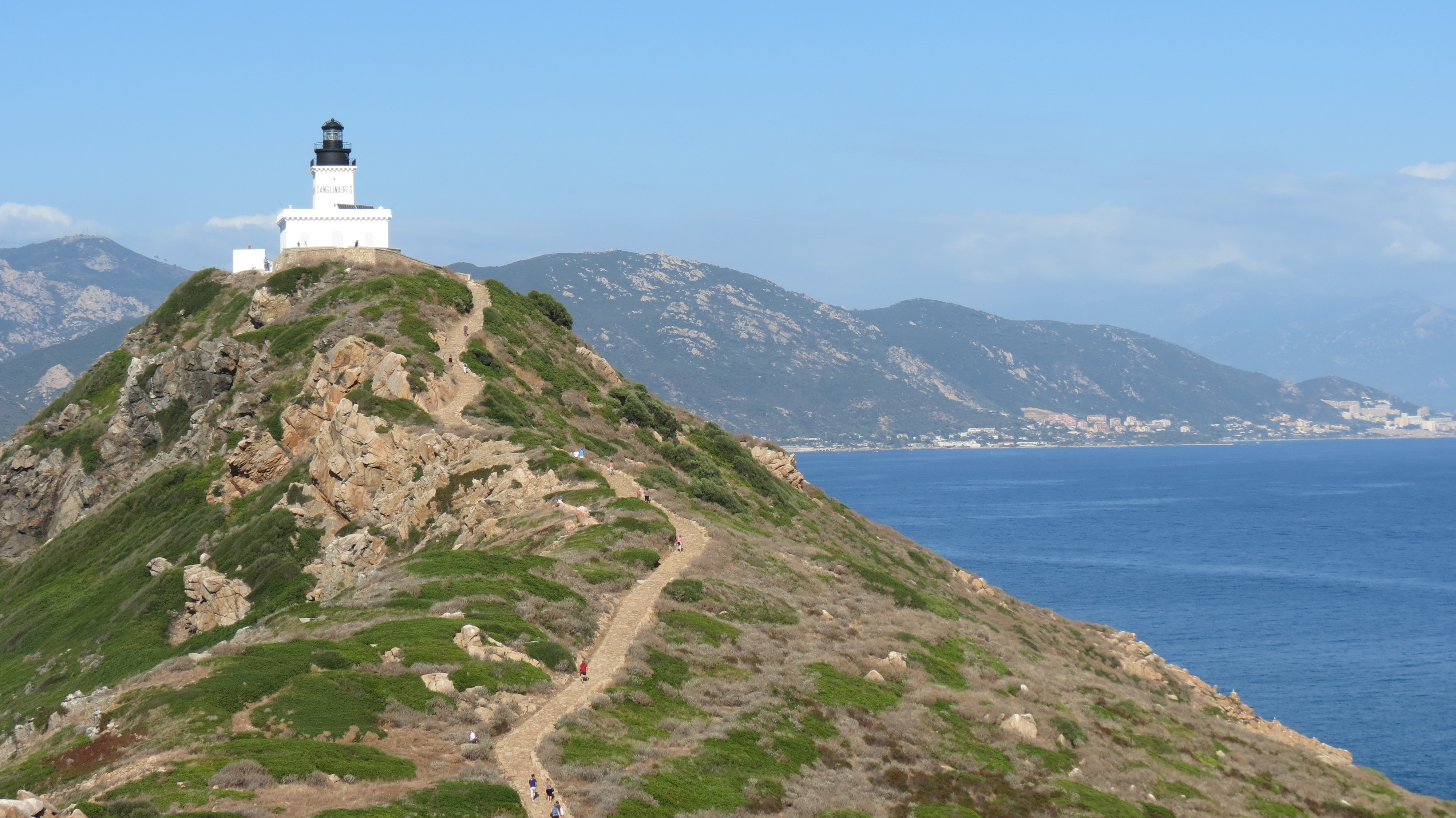
Phare des îles Sanguinaires

Le projet de sa construction naît en 1838, et prend sa forme définitive six ans plus tard, temps nécessaire à l'acheminement difficile des pierres et matériaux de construction sur le site. Le phare des îles Sanguinaires est positionné pour assurer la sécurité des navires à vapeur. En 1869, ce phare inspire Alphonse Daudet pour son livre Le phare des Sanguinaires. Le phare bénéficie d'une protection du patrimoine architectural depuis 2003.

### Le sémaphore de Mezu Mare
Situé sur l'île de Mezu Mare et accessible par bateau, destiné à l'observation du golfe et de sa navigation alentour, il est mis en service en 1865 jusqu'en 1955, pour être remplacé par le sémaphore de la Parata, à l'accès plus facile.

### Le lazaret

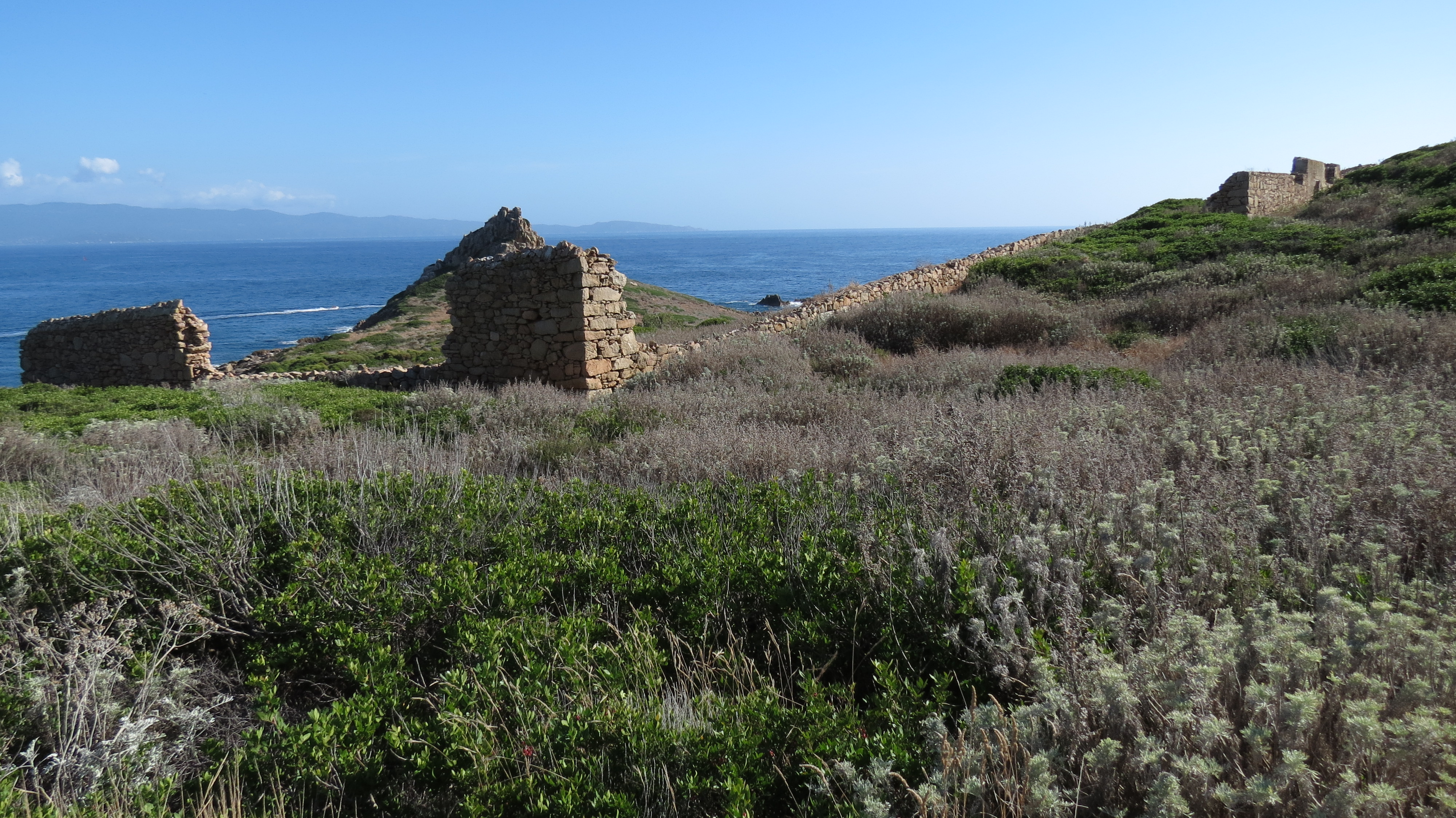

Situé aussi sur l'île de Mezu Mare et accessible par bateau, le lazaret est construit en 1806, pour ne fonctionner que neuf ans, afin d'accueillir les marins en quarantaine avant de pénétrer sur la terre ferme. Le lazaret est remplacé en 1847 par le lazaret d'Aspretto situé dans le port d'Ajaccio.

### La tour de Castellucio
Dans un bon état de conservation mais difficilement accessible, cette tour défensive est située à l’extrême sud de l'île de Mezu Mare. Ce n'est pas une tour génoise proprement dite.

### La chapelle Saint-Antoine
Dans un bon état de conservation, la chapelle de la Parata, où la messe est encore célébrée chaque dimanche, est édifiée en 1954 et située à l'entrée de la presqu'île de la pointe de la Parata.

## Patrimoine naturel

### Site Natura 2000
Par leurs caractéristiques et par leur aspect austère et hostile, les quatre îlots représentent un site maritime sensible et classé Site Natura 2000. Ce site au patrimoine naturel exceptionnel, classé et protégé, est un havre de paix pour des espèces d'oiseaux marins comme le goéland leucophée et le puffin, ainsi qu'une réserve naturelle pour une flore riche d'espèces rares et endémiques.
Il est rare de trouver une telle diversité sur une surface aussi petite : plus de 150 espèces poussent sur Mezu Mare. Les îles hébergent certaines plantes rares ou même absentes du reste de la Corse, parmi lesquelles le spectaculaire arum mange mouche. La végétation arborescente, dominée par le lentisque, est basse et adaptée à la proximité de la mer.
Parmi de nombreuses espèces halophiles, la plus répandue est le poireau sauvage, qui a donné son nom à l’île d'i Porri.

### ZNIEFF Îles Sanguinaires et Punta di Parata
Les cinq îles de l'archipel auxquelles il faut ajouter la Pointe de la Parata ont une superficie de 405 ha. Les îles Sanguinaires prolongent en mer la presqu'île de la Parata à l'extrémité nord du golfe d'Ajaccio. Le secteur est une zone naturelle d'intérêt de 2e génération nommée « ZNIEFF 940004131 - Îles Sanguinaires et Punta di Parata ».

## Lieu de tournage
- Téléfilm Les Sanguinaires (1998)

## Galerie photographique

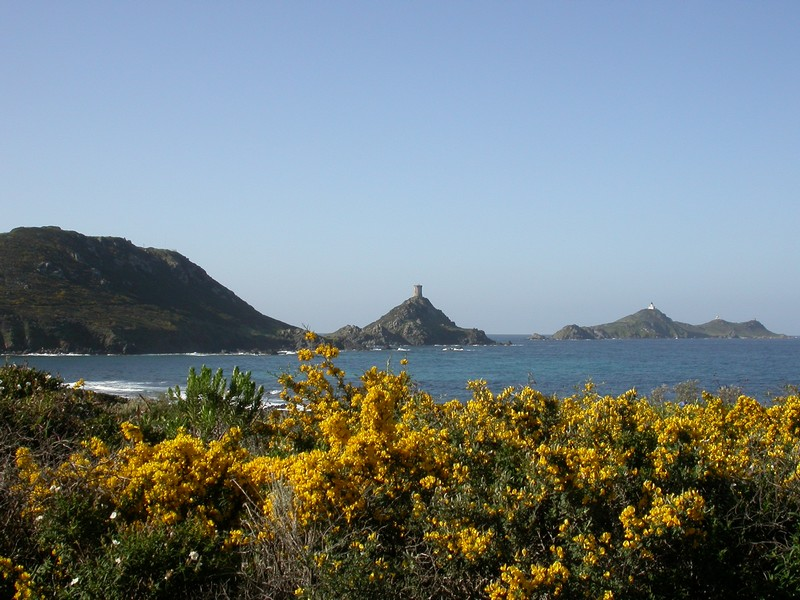
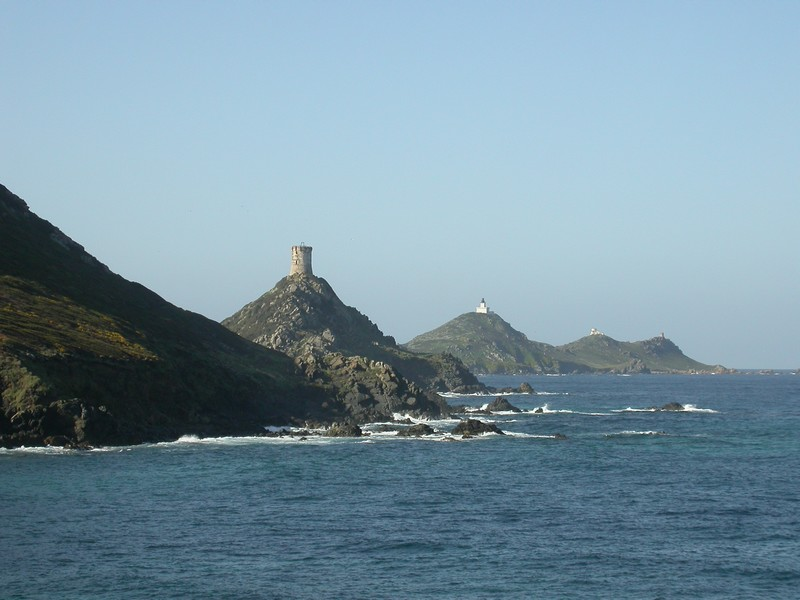
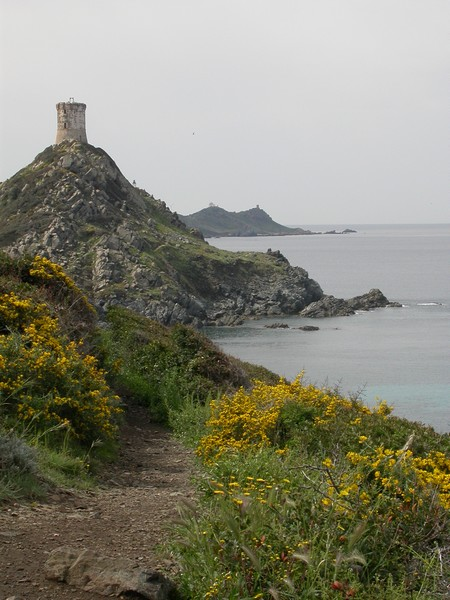
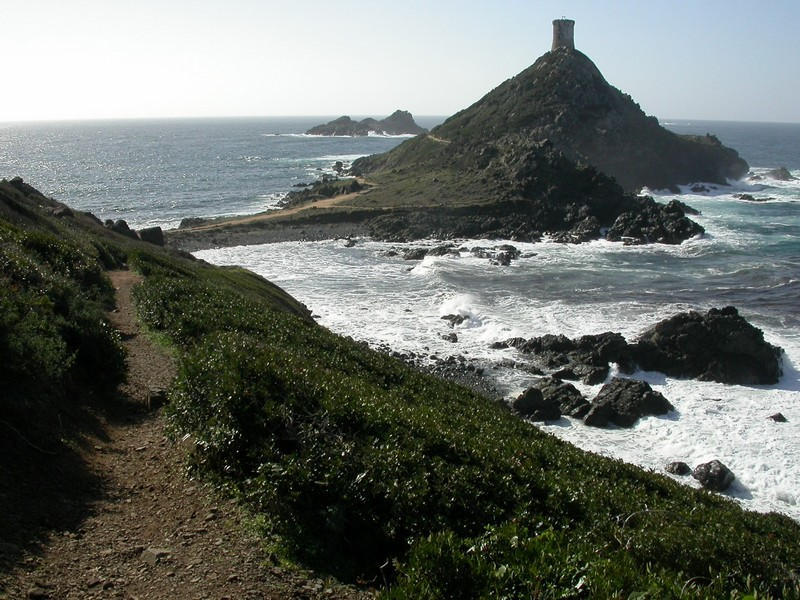
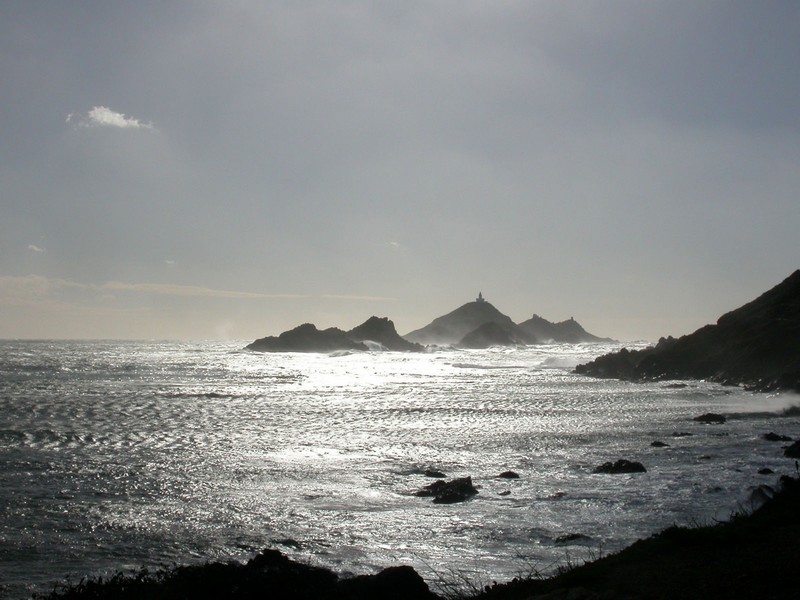
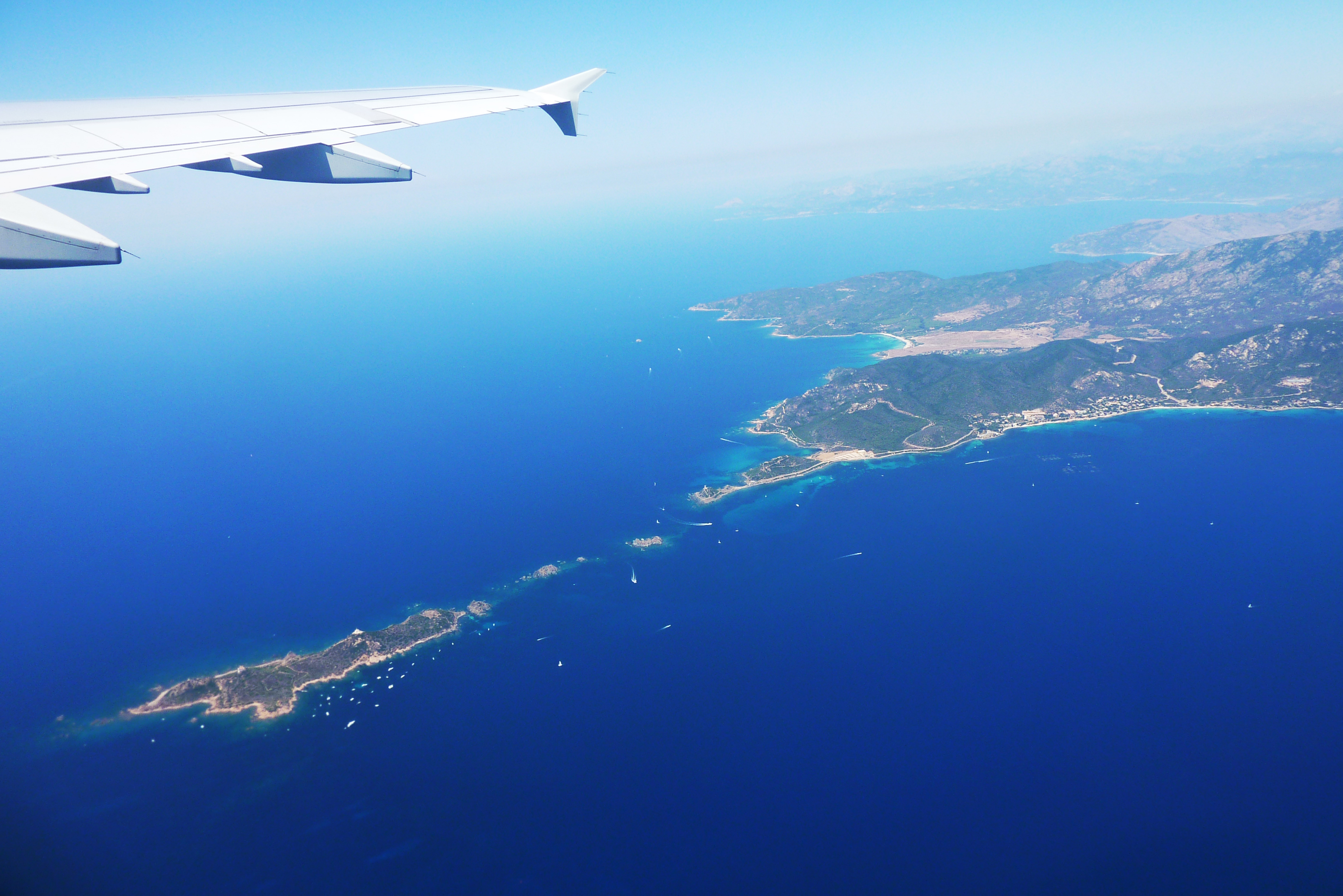
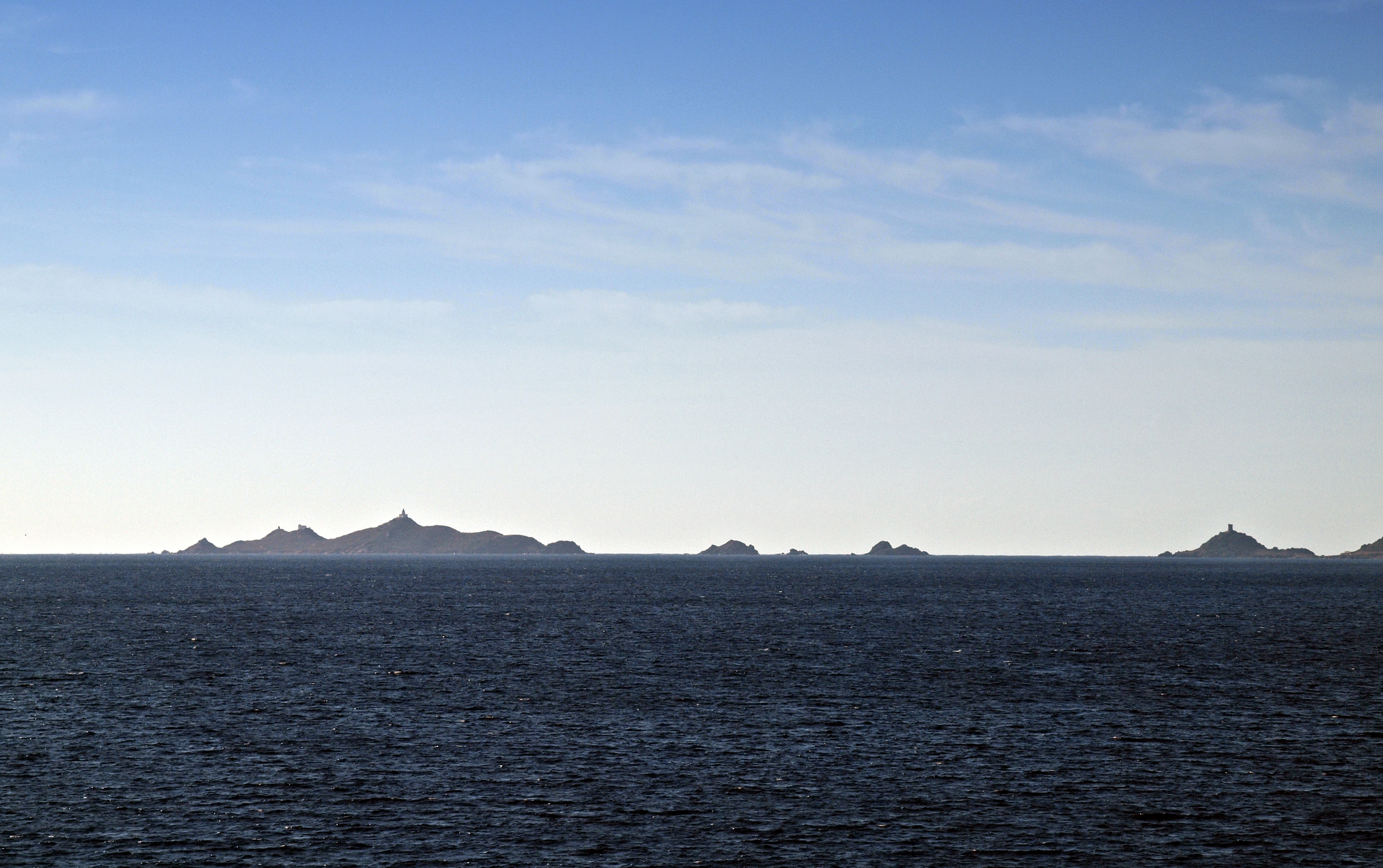
Vue de l'archipel depuis le golfe d'Ajaccio
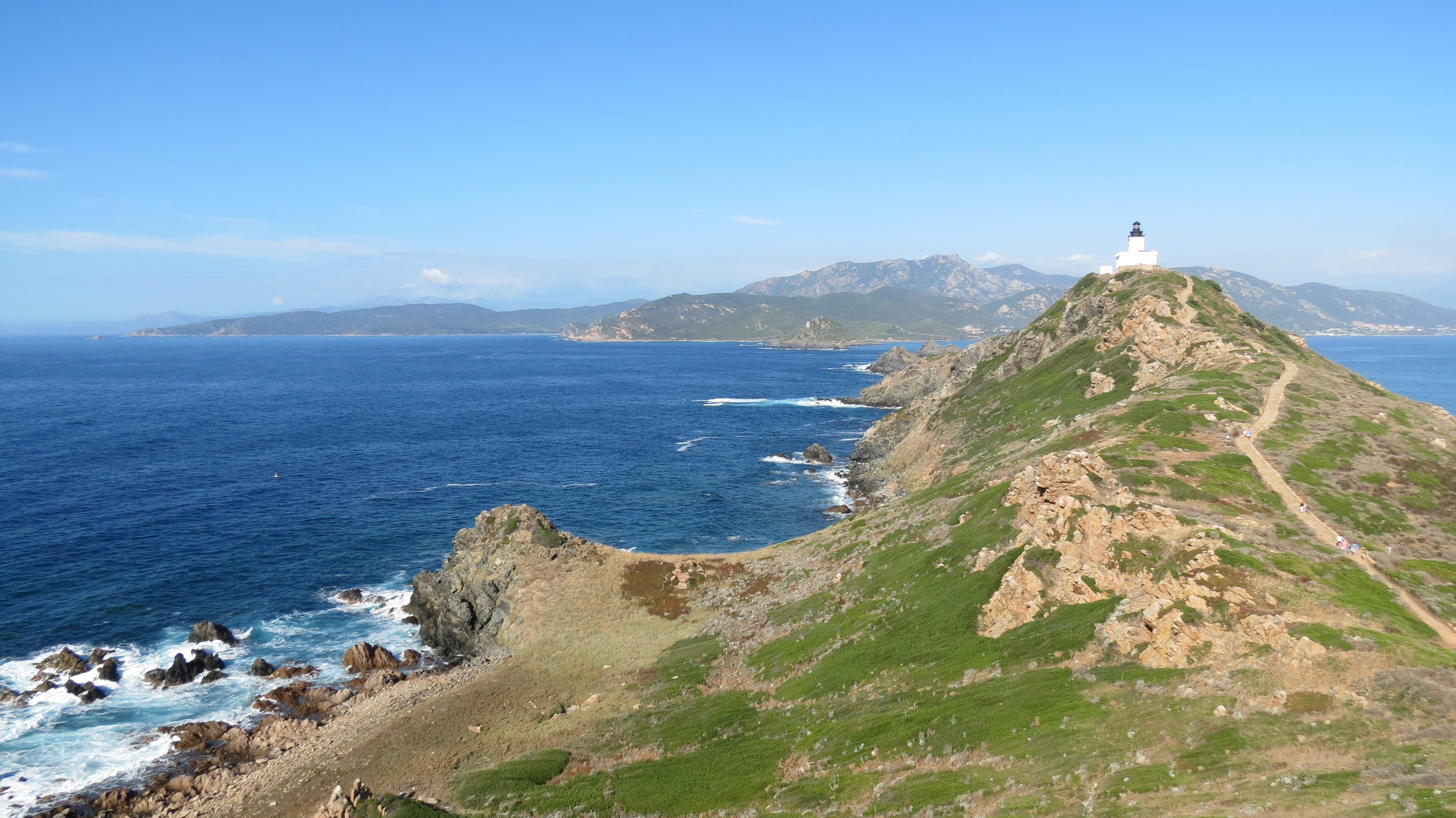
Photo prise du sémaphore
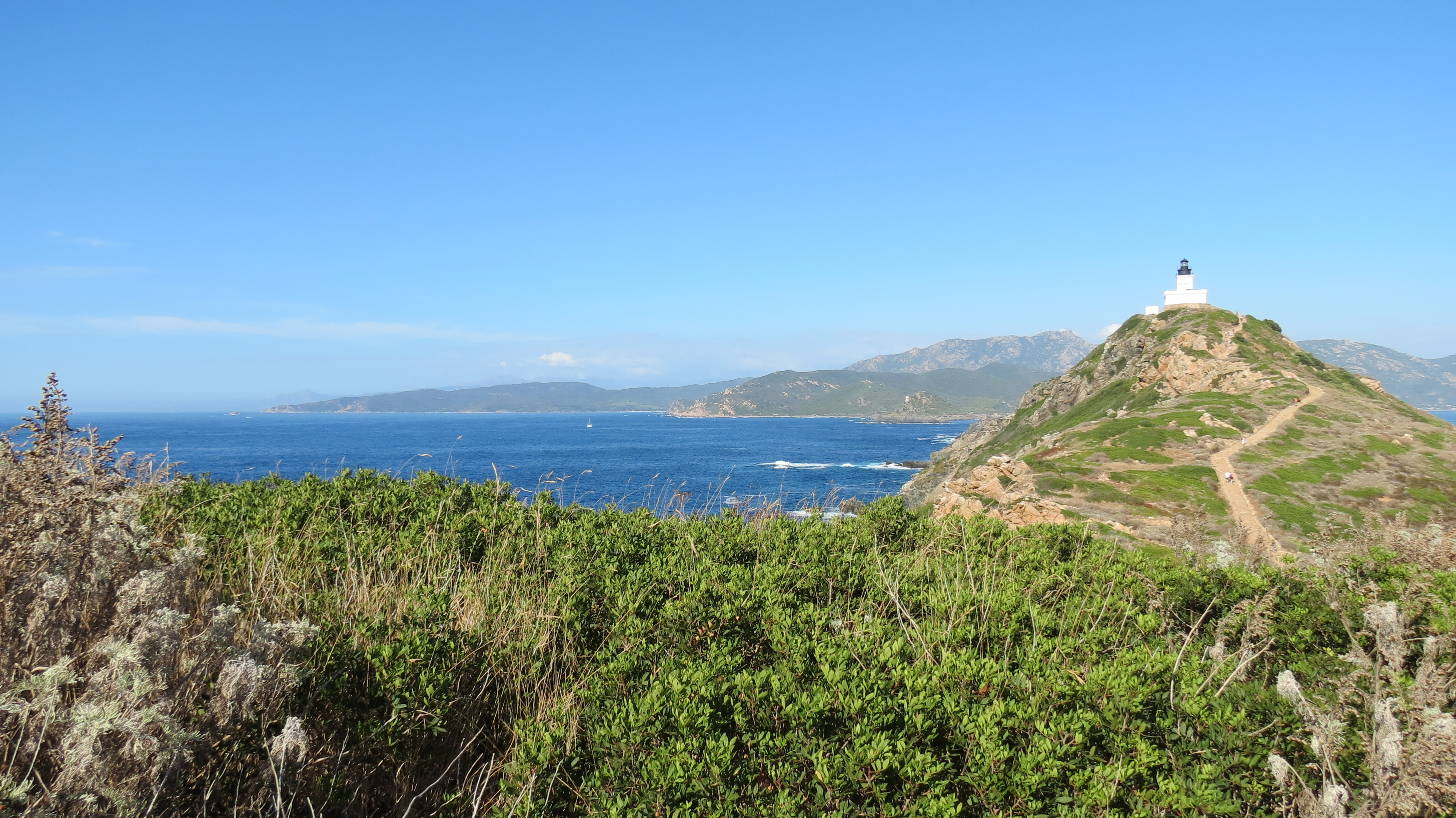
Végétation et phare de l'île la Grande Sanguinaire
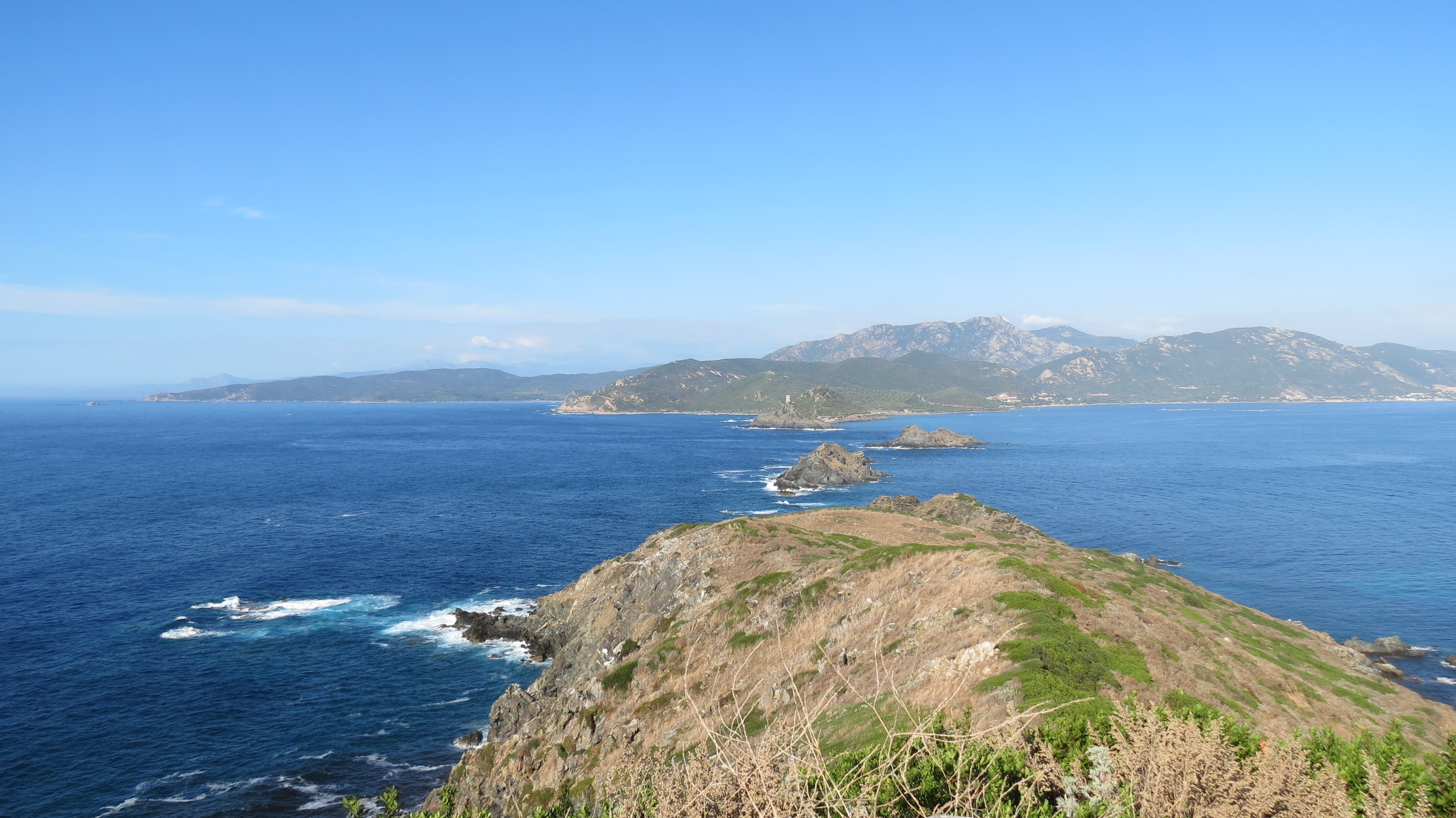
Photo prise à partir du phare des Sanguinaires. On aperçoit la tour de la Parata au fond